# Thập tự chinh thứ hai
Cuộc Thập tự chinh thứ hai (1145-1149) là chiến dịch lớn thứ hai xuất phát từ châu Âu. Cuộc Thập tự chinh thứ hai được bắt đầu để đáp ứng với sự sụp đổ của Lãnh địa Edessa năm trước quân đội của Zengi. Lãnh địa này đã được thành lập trong cuộc Thập tự chinh thứ nhất (1096-1099) dưới quyền của Baldwin của Boulogne trong năm 1098. Trong khi đây là quốc gia Thập tự đầu tiên được thành lập, nó cũng là quốc gia đầu tiên bị tiêu diệt.
Cuộc Thập tự chinh thứ hai được tuyên bố bởi Đức Giáo hoàng Êugêniô III và nó cũng là cuộc thánh chiến đầu tiên được dẫn dắt bởi các vị vua của châu Âu, cụ thể là Louis VII của Pháp và Conrad III của Đức, với sự giúp đỡ từ một số quý tộc quan trọng khác của châu Âu. Quân đội của hai vị vua đã hành quân một cách riêng rẽ trên khắp châu Âu. Sau khi vượt qua lãnh thổ của Đế quốc Byzantine để tiến vào vùng Anatolia, quân đội của cả hai nhà vua đã bị đánh bại một cách riêng rẽ bởi người Thổ Seljuk. Theo nguồn tin chính của Thiên chúa giáo phương Tây, Odo của Deuil và Kitô hữu Syria cho rằng Hoàng đế Byzantine Manuel I Komnenos bí mật cản trở sự tiến quân của quân viễn chinh, đặc biệt là ở Tiểu Á, nơi ông đã bị cáo buộc là đã cố ý cảnh báo cho người Thổ Nhĩ Kỳ để tấn công họ, quân Thập tự chinh. Louis và Conrad và tàn quân của họ đến được Jerusalem, và trong năm 1148, tham gia vào một cuộc tấn công theo một lời khuyên sai lầm vào Damas. Cuộc thập tự chinh ở phía đông là một thất bại thảm hại cho quân viễn chinh và là một chiến thắng tuyệt vời đối với thế giới Hồi giáo. Cuối cùng nó có ảnh hưởng quan trọng đến sự sụp đổ của vương quốc Jerusalem và cuộc Thập tự chinh lần thứ ba vào cuối thế kỷ 12.
Sự thành công duy nhất của cuộc Thập tự chinh lần thứ hai đến từ một lực lượng liên quân gồm 13.000 người Flemish, Frisian, Norman, Anh, Scotland và quân viễn chinh Đức trong năm 1147. Xuất phát bằng đường thủy từ Anh đến Đất Thánh, đội quân này đã dừng lại và giúp đội quân nhỏ bé hơn 7000 người của Bồ Đào Nha chiếm Lisboa và trục xuất người Moor ra khỏi đó.

## Thập tự chinh phương Đông
Joscelin đã cố gắng để chiếm lại Edessa sau cái chết của Zengi, nhưng Nur ad-Din đã đánh bại ông ta trong tháng 11 năm 1146. Ngày 16 tháng 2 năm 1147 các thủ lĩnh của quân viễn chinh Pháp và Đức đã gặp nhau ở Étampes để thảo luận về lộ trình của họ. Người Đức đã quyết định đi đường bộ qua Hungary, vì tuyến đường biển là không thực tế bởi vì Ruggeru II, vua của Sicilia, là một kẻ thù của Conrad. Nhiều người trong số các quý tộc Pháp không tin tưởng về con đường trên bộ, con đường sẽ đưa họ qua lãnh thổ của đế quốc Đông La Mã, sự khủng khiếp của nó vẫn còn được ghi trong tài liệu của quân Thập tự chinh lần đầu tiên. Tuy nhiên Conrad đã quyết định chọn con đường bộ và khởi hành vào ngày 15 tháng 6. Ruggeru II cảm thấy bị xúc phạm và từ chối không tiếp tục tham gia. Tại Pháp, cha trưởng tu viện Suger và Bá tước Guillaume II của Nevers được bầu làm nhiếp chính, trong khi nhà vua tham gia vào cuộc thập tự chinh. Tại Đức, những bài giảng mở rộng được thực hiện bởi Adam của Ebrach và Hồng y Otto của Freising cũng tham gia vào Thập tự chinh. Người Đức có kế hoạch khởi hành vào Lễ Phục sinh nhưng đã không thể bắt đầu mà phải đợi cho đến tận tháng 12 năm 1146.

### Lộ trình của người Đức
Thập tự quân Đức, đi kèm theo với người thừa kế của Giáo hoàng và hồng y Theodwin, dự định sẽ hội ngộ với người Pháp tại Constantinopolis. Ottokar III của Styria gia nhập với Conrad tại Viên và vua Geza II của Hungary, một đối thủ của Conrad, cho phép họ đi qua lãnh thổ của mình mà không hề gây hấn gì. Khi khoảng 20.000 quân Đức đến được lãnh thổ Đông La Mã, Hoàng đế Manuel đã lo sợ rằng họ sẽ tấn công ông ta và quân đội La Mã đã được cảnh báo để đảm bảo rằng không có sự cố gì xảy ra. Có một cuộc giao tranh ngắn với một số trong những tay cứng đầu người Đức ở gần thành phố Philippopolis và Hadrianopolis, nơi tướng Prosouch của Đông La Mã đã đánh nhau với cháu trai của Conrad kiêm hoàng đế tương lai Friedrich. Mọi thứ trở thành tồi tệ hơn khi một số binh sĩ Đức bị thiệt mạng trong một trận lụt vào đầu tháng 9. Tuy nhiên vào ngày 10 tháng 9, họ đã đến được Constantinopolis, nơi mà mối quan hệ với Manuel trở nên rất tệ dẫn đến một cuộc giao chiến và người Đức đã bị thuyết phục để vượt sang Tiểu Á càng nhanh càng tốt. Manuel muốn Conrad để lại một số quân của mình ở lại, để hỗ trợ trong việc phòng thủ chống lại các cuộc tấn công của Rugerru II, người đã nắm lấy cơ hội này để cướp bóc các thành phố của Hy Lạp, nhưng Conrad đã không đồng ý, dù ông này cũng là một kẻ thù của Ruggeru.
Tại Tiểu Á, Conrad quyết định không chờ đợi người Pháp nữa và quyết định tiến đến Iconium, kinh đô của Vương quốc Hồi giáo Rum của người Seljuk. Conrad chia quân đội của mình thành hai đội. Quyền của Đông La Mã với các tỉnh ở miền Tây Tiểu Á thì hư nhiều hơn thực, với phần lớn tỉnh trở thành khu vực phi quân sự bị kiểm soát bởi quân du mục người Thổ. Conrad đánh giá sai độ dài của cuộc hành quân đến Anatolia, cũng như cho rằng uy quyền của Manuel ở vùng Anatolia lớn hơn so với thực tế. Conrad đem các hiệp sĩ và quân tinh nhuệ hành quân trong đất liền trong khi đám thường dân đi men theo bờ biển theo Otto von Freising. Nhà vua đích thân chỉ huy một trong số này và nó đã gần như bị hủy diệt hoàn toàn bởi người Seljuk vào ngày 25 tháng 10 năm 1147 tại trận Dorylaeum lần thứ hai lần thứ hai.
Trong trận chiến này, người Thổ sử dụng chiến thuật điển hình của họ là giả vờ rút lui và sau đó quay trở lại để tấn công lực lượng nhỏ kỵ binh của người Đức đã tách ra khỏi đội quân chính để truy đuổi họ. Conrad đã bắt đầu phải rút lui một cách chậm chạp về phía Constantinopolis và hàng ngày quân đội của ông liên tục bị quấy rối bởi người Thổ, họ đã tấn công và đánh bại những toán lính Đức bị lạc ra khỏi đội hình của hậu quân. Ngay cả Conrad cũng đã bị thương trong một cuộc giao tranh với họ. Một bộ phận khác được dẫn đầu bởi Giám mục Otto của Freising (người anh em cùng cha khác mẹ với nhà vua), lúc này cũng đang hành quân về phía nam tới bờ biển Địa Trung Hải và cũng đã bị đánh bại bằng một chiến thuật tương tự vào đầu năm 1148. Đội quân của Otto chạy quên ăn qua một vùng đất không thể trú ngự và bị quân Seljuk phục kích ở gần Laodicea vào ngày 16 tháng 11 năm 1147. Quân của Otto phần nhiều bị giết, số còn lại thì bị bắt đem đi bán làm nô lệ.

### Lộ trình của người Pháp

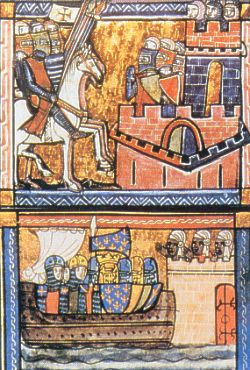
Louis VII của Pháp

Thập tự quân Pháp đã khởi hành từ Metz vào tháng 6 năm 1147, dẫn đầu là Louis và Thierry của Alsace, Renaut I của Bar, Amadeus III, Bá tước của Savoie và người anh cùng cha khác mẹ của ông ta Guillaume V của Montferrat cùng Guillaume VII của Auvergne và những người khác, cùng với quân đội từ Lorraine, Bretagne, Bourgogne và Aquitaine. Một lực lượng từ Provence, do Alphonse của Toulouse chỉ huy đã chọn cách chờ đến tháng Tám và đi đến vùng đất Thánh bằng đường biển. Tại Worms, Louis gia nhập với các đạo quân viễn chinh từ Normandy và Anh quốc.
Họ đã theo con đường mà Conrad đã đi qua một cách khá bình yên, mặc dù Louis đã có một cuộc xung đột với vua Geza của Hungary khi Geza phát hiện Louis cho phép người cướp ngôi Hungary gia nhập vào quân đội của ông ta. Quan hệ tại lãnh thổ Đông La Mã cũng rất tồi tệ và người Lorraine, những người đã hành quân vượt trước phần còn lại của quân Pháp, cũng đã rơi vào một cuộc xung đột với người Đức đi chậm mà họ gặp trên đường.
Kể từ các cuộc đàm phán ban đầu giữa Louis và Manuel, Manuel đã cho tạm dừng các chiến dịch quân sự chống lại Vương quốc Hồi giáo Rûm và ký kết một thỏa thuận ngừng bắn với kẻ thù của ông là Sultan Mesud I. Thỏa thuận ngừng bắn này được thực hiện để Manuel được rảnh tay tập trung vào việc bảo vệ vương quốc của mình từ quân Thập tự chinh, những người đã nổi tiếng về các hành vi trộm cướp và phản bội từ khi cuộc Thập tự chinh đầu tiên và được bị nghi ngờ là có chứa những dự định độc ác với thành phố Constantinopolis. Tuy nhiên, mối quan hệ của Manuel với quân Pháp có vẻ tốt hơn so với người Đức và Louis đã được đòn tiếp một cách xa xỉ ở Constantinopolis. Một số người Pháp đã bị xúc phạm bởi thỏa thuận ngừng bắn của Manuel với người Seljuk và kêu gọi một thành lập một liên minh với Rugerru II và tấn công vào thành phố Constantinopolis, nhưng họ đã bị ngăn cản bởi Louis.

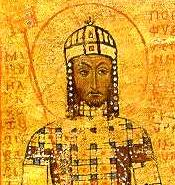
Emperor Manuel I

Khi các đội quân từ Savoy, Auvergne và Montferrat gia nhập với đội quân của Louis ở Constantinopolis sau khi đã đi qua tuyến đường xuyên qua nước Ý và qua Brindisi để đến được Durazzo, toàn bộ quân Pháp đã được vận chuyển qua eo biển Bosporus để đến Tiểu Á. Người Đông La Mã đã được khuyến khích bởi những tin đồn rằng quân Đức đã chiếm được Iconium (Konya), nhưng Manuel từ chối điều hỗ trợ cho Louis bất cứ binh sĩ nào. Người La Mã đang bị Rugerru II của Sicilia xâm lấn và Manuel rất cần tất cả binh sĩ của mình đóng tại khu vực Peloponnesos. Vì thế cả người Đức và người Pháp đã tiến vào phần đất châu Á mà không có bất kỳ sự trợ giúp nào của người Đông La Mã - không giống như các đội quân Tây Âu trong cuộc Thập tự chinh lần đầu tiên. Theo truyền thống của ông nội của ông Alexios I để lại, Manuel cũng bắt người Pháp phải tuyên thệ là sẽ trả lại cho đế quốc bất cứ lãnh thổ mà họ chiếm được.
Người Pháp đã gặp được tàn quân của Conrad tại Lopadion và Conrad gia nhập với lực lượng của Louis. Họ đã men theo con đường của Otto von Freising, di chuyển gần hơn tới bờ biển Địa Trung Hải, và họ đã đến được Ephesus trong tháng 12, tại đây họ biết được rằng người Thổ Nhĩ Kỳ đang chuẩn bị để tấn công thành phố. Manuel cũng đã gửi sứ giả đến để phàn nàn về sự cướp bóc mà quân của Louis đã làm trên đường đi và không bảo đảm rằng người Đông La Mã sẽ giúp họ chống lại người Thổ. Trong khi đó, Conrad đã bị ốm và quay lại Constantinopolis, nơi Manuel đã đón tiếp cá nhân ông ta một cách long trọng và trong khi Louis không hề để ý đến những cảnh báo về những cuộc tấn công của người Thổ Nhĩ Kỳ và đã hành quân ra khỏi Ephesus cùng quân đội người Pháp và những người Đức sống sót. Người Thổ Nhĩ Kỳ đã chờ đợi để tấn công họ từ lâu nhưng trong một trận chiến nhỏ ở bên ngoài Ephesus, người Pháp đã chiến thắng. Người Pháp cũng chống cự được một cuộc phục kích khác của người Thổ tại gần sông Meander.
Họ đến được Laodicea bên sông Lychus vào đầu tháng 1 năm 1148, gần như cùng một lúc với thời gian quân đội của Otto Freising bị tiêu diệt tại cùng một vùng. Lại tiếp tục cuộc hành quân và đội tiên phong dưới sự chỉ huy của Amadeus xứ Savoie đã bị cắt với trung quân ở tại núi Cadmus và quân đội của Louis bị tổn thất nặng nề từ người Thổ. Theo lời kể của Odo xứ Deuil thì bản thân Louis đã phải leo lên một tảng đá và người Thổ Nhĩ Kỳ đã không tấn công vì không nhận ra ông ta là ai. Người Thổ Nhĩ Kỳ đã không tổ chức những đợt tấn công quyết liệt và người Pháp tiếp tục hành quân về phía Adalia trong khi liên tục bị quấy rối từ xa bởi người Thổ, họ đã cho đốt cháy mặt đất để ngăn chặn việc người Pháp kiếm thêm lương thực cho người và ngựa của họ. Louis không còn muốn tiếp tục đi bằng đường bộ và ông đã quyết định tập hợp một hạm đội tại Adalia và giương buồm đi Antiochia. Sau khi bị trì hoãn trong một tháng do bão tố, hầu hết tất cả các tàu được cử đi đã không đến được đích. Louis và các tùy tùng thân tín đã lên tàu và đi bằng đường thủy, trong khi phần còn lại của đội quân này phải tiếp tục hành quân một chặng dài đến Antiochia. Quân Pháp đã gần như hoàn toàn bị tan rã bởi người Thổ hoặc vì thiếu ăn và bệnh tật.

### Hành trình tới Jerusalem

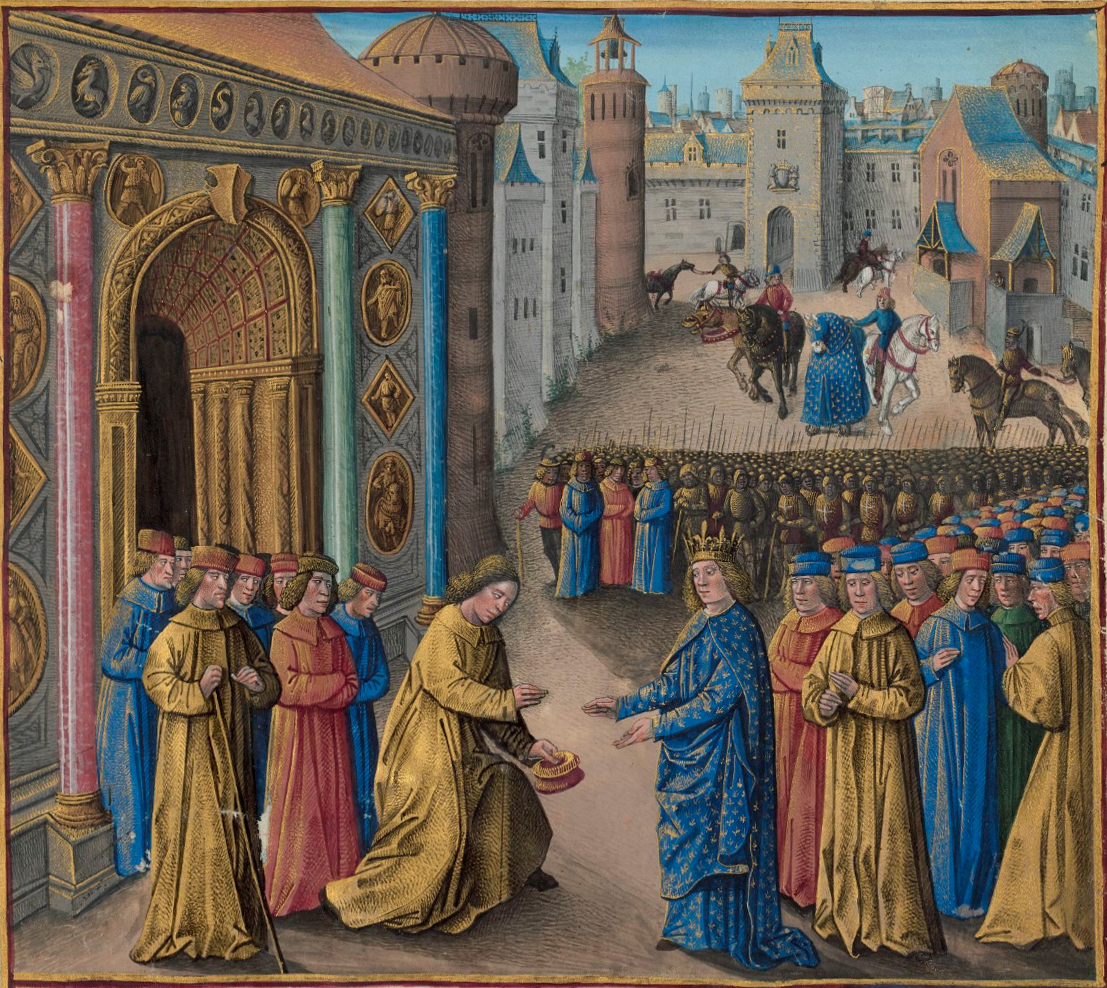
Raymond của Poitiers chào đón Louis VII tại Antiochia

Cuối cùng Louis cũng đã đến Antiochia vào ngày 19 tháng 3 sau khi bị trì hoãn do một cơn bão; Amadeus của Savoie đã qua đời vào ngày trên đường đi tới Síp. Louis đã được chào đón bởi Raymond của Poitiers, chú của Eleanor. Raymond muốn ông ta giúp để chống lại người Thổ và đi cùng với ông này trên một cuộc viễn chinh chống đến Aleppo, một thành phố Hồi giáo vốn là cửa ngõ để đến Edessa, nhưng Louis đã từ chối, ông muốn kết thúc cuộc hành hương của mình ở Jerusalem thay vì tập trung vào các khía cạnh quân sự của cuộc thập tự chinh. Eleanor rất muốn đi theo Louis, nhưng chú của bà đã yêu cầu bà ta ở lại để mở rộng vùng đất của dòng họ và ly hôn Louis nếu nhà vua từ chối giúp đỡ những gì chắc chắn là mục tiêu về mặt quân sự của cuộc Thập tự chinh. Trong thời gian này, đã có nhiều tin đồn về một cuộc tình giữa Raymond và Eleanor, điều này gây căng thẳng trong cuộc hôn nhân giữa Louis và Eleanor. Louis nhanh chóng rời Antiochia đến Tripoli nhưng Eleanor đã bị giữ ở lại.
Trong khi đó, Otto của Freising và phần còn lại trong tờ trình của quân đội của ông đến Jerusalem vào đầu tháng Tư và Conrad đến ngay sau đó. Thượng phụ Công giáo La Mã Fulk của Jerusalem, đã gửi lời mời Louis cùng tham gia với họ. Đội tàu đã dừng lại tại Lisbon và trong khoảng thời gian này thì người Provençal cũng rời châu Âu dưới sự chỉ huy của Alfonso Jordan, Bá tước của Toulouse. Bản thân Alphonso đã không đến được Jerusalem vì ông qua đời ở Caesarea. Ông được cho là đã bị đầu độc bởi Raymond II của Tripoli, người cháu rất e sợ tham vọng chính trị của ông. Có tuyên bố rằng Raymond đã đầu độc Alphonso vì phần lớn quân Provençal đều muốn quay về nhà. Sự tập trung ban đầu của cuộc thập tự chinh là Edessa, nhưng mục tiêu mà vua Baldwin III và các Hiệp sĩ Dòng Đền quan tâm lại là Damas.
Để đối phó với sự xuất hiện của Thập tự quân, quan nhiếp chính của Damascus, Mu'in ad-Din Unur đã bắt đầu chuẩn bị tích cực cho cuộc chiến, đắp thêm tường thành của Damascus, ra lệnh cho các cánh quân đến thành phố và phá hủy hoặc chuyển hướng các nguồn nước dọc đường đến Damascus. Anur còn cầu viện những nhà cai trị Zangid từ Aleppo và Mosul (những người bình thường là đối thủ của ông), mặc dù quân đội các nước này đã không đến kịp để cứu Damas. Điều gần như chắc chắn rằng là những nhà cai trị Zangid trì hoãn việc gửi quân tới Damas ra với hy vọng rằng đối thủ của họ, Anur, có thể để mất Damas vào tay quân Thập tự.

### Hội nghị Acre
Các quý tộc ở Jerusalem hoan nghênh sự có mặt của quân đội đến từ Châu Âu và họ rằng nên tổ chức một hội đồng quân sự để quyết định đâu là mục tiêu tốt nhất cho thập tự quân. Sự kiện này diễn ra vào ngày 24 tháng 6 năm 1148, khi Haute Cour của Jerusalem gặp đội quân Thập tự vừa mới đến từ Châu Âu tại Palmarea, một thành phố lớn của ở Vương quốc Jerusalem của Thập tự quân nằm gần Acre. Đây là cuộc họp ngoạn mục nhất trong lịch sử tồn tại của nó.